# Radek Mazal
Radek Mazal (* 5. října 1990 Šternberk) je český moderátor, sportovní redaktor, řečník, lektor a dabér.

## Kariéra
Od roku 2016 pracuje v TV Nova jako moderátor, redaktor a vedoucí vydání hlavní zpravodajské relace Sportovních novin. Na stanicích Nova Sport pracuje jako hlavní dramaturg a moderátor Rally Dakar a pořadu Český motorsport. Moderuje studia k závodům MotoGP , od roku 2024 působí jako redaktor na závodech Formule 1. V minulosti pracoval jako redaktor a moderátor na fotbalovém MS v Kataru 2022, fotbalové Lize mistrů nebo tenisovém Wimbledonu. Živí se také jako moderátor kulturních, sportovních a společenských akcí, dabér sportovních pořadů a letor rétoriky a vystupování před kamerou.

## Závody
Vlastní profesionální závodnickou licenci mezi jeho největší úspěchy patří 2. místo na TipCars Pražském Rallysprintu 2023 nebo 4. místo ve třídě RC4 2 na Rentor – Partr Rally Vsetín 2023. V roce 2023 v Abu Dhabí jako první novinář v historii testoval v poušti Ford Raptor elitního dakarského závodníka Martina Prokopa.

## Osobní život
Je vystudovaný inženýr v oboru Ekonomika a právo v žurnalistice v Ostravě. Vysokoškolské studium v anglickém jazyce oboru Media Management absolvoval ve finské Jyväskyle. Dlouhodobě pracoval v USA a Kanadě. V roce 2015 působil jako dobrovolník v Indonésii na ostrově Sumatra. Ve městě Padang vyučoval na základní škole Evropskou kulturu a žil u místní muslimské rodiny. O svých zážitcích pořádá cestovatelské přednášky v ČR. Od roku 2023 je ženatý, v roce 2024 se jim s manželkou Emilií narodily dvě dcery.